# Модуль крупности
Модуль крупности — эмпирический безразмерный показатель, характеризующий степень крупности зерновых материалов, таких как песок, щебень (гравий) и их смеси.
Для вычисления модуля крупности используются данные, полученные при определении фракционного состава материала путем рассева на стандартных ситах, размер отверстий в которых при переходе от вышестоящего к нижестоящему ситу уменьшается в два раза.
Методика подбора заполнителей бетонной смеси по модулю крупности смеси крупного и мелкого заполнителя была предложена Д. А. Абрамсом. Возможность описания фракционного состава зернистого материала одним числовым значением оказалась полезна для многих целей.
Недостаток показателя состоит в том, что одно и тоже значение модуля крупности может быть рассчитано для материалов с разными фракционными составами. Но в целом меньшее значение показателя указывает на более мелкий зернистый материал.
Наиболее часто понятие модуля крупности используется для мелкозернистых материалов. В РФ показатель модуль крупности используется только для характеристики песков. Песок для строительных работ имеет значение модуля крупности в диапазоне 0 — 3,5, песок дробленый для дорожных работ может иметь модуль более 3,8.
Расчет модуля крупности производят путем деления на 100 суммы полных остатков на используемых стандартных ситах.
Модуль крупности смеси материалов с известными значениями модуля крупности может быть найден путем расчета как сумма произведения модуля крупности каждого материалов на его массовую долю в смеси.
Согласно ГОСТ 8736-2014 модуль крупности песка определяют следующим образом. От пробы массой не менее 2 кг отделяют сначала с помощью сит частицы размером более 10 и 5 мм; из оставшейся массы берут пробу массой 1 кг и просеивают её последовательно через сита с ячейками размером от 2,5 мм до 0,16 мм (всего 5 сит). Количество песка в процентах от 1000 г, оставшегося на каждом сите фиксируют. Просеивание при выполнении операций останавливают, когда песок перестаёт проходить через ячейки.
Модуль крупности песка вычисляют по формуле:
Мк = (А2,5 + А1,25 + А0,63 + А0,315 + А0,16 )/100,
где А… — полные остатки на пяти ситах в процентном отношении к общей массе.